# جمعية الهلال الأحمر الجزائري
الهلال الأحمر الجزائري  (بالفرنسية: Croissant-Rouge algérien)‏ هي جمعية إنسانية تطوعية جزائرية تأسست عام 1956 للتخفيف من وطأ الإستعمار الفرنسي على الجزائريين لكن لم يقع الاعتراف بها من قبل اللجنة الدولية للصليب الأحمر والهلال الأحمر إلا بعد استقلال الجزائر 1963.

## فكرة الجمعية
خطرت فكرة إنشاء الهلال الأحمر الجزائري في 15 أكتوبر 1956 حيث وضعت لائحتها الداخلية، وبعث بها إلى قادة الثورة الجزائرية لإقرارها وقد وافق عليها مسؤولو قيادة الولاية الخامسة وهران و في 29 ديسمبر 1956 تم إنشاء الهلال الأحمر الجزائري و في جلسة افتتاحية عقدت بإشراف الأستاذ عمر بوكلي حسن أول رئيس للهلال الأحمر الجزائري وفي الثامن من جانفي 1957 رفعت اللائحة الداخلية إلى عمالة طنجة وقد كانت منطقة دولية حيادية آنذاك وفي اليوم التالي أذيع على أمواج الأثير ونشر عن طريق الثقافة نبا ولادة الهلال الأحمر الجزائري صادقت الحكومة المؤقتة للجمهورية الجزائرية على اتفاقيات جنيف في جويلية 1960 واعترفت الدولة الجزائرية رسميا عند الاستقلال بالهلال الأحمر الجزائري بكونه جمعية إغاثة طوعية مستقلة تساعد السلطات العمومية كما اعترف به رسميا من قبل اللجنة الدولية للصليب الأحمر في 4 جويلية 1963 واقر به عضوا في الاتحادية الدولية.

## تاريخ الجمعية
تأسست جمعية الهلال الأحمر الجزائري في 11 ديسمبر 1956، أيام الثورة التحريرية لتخفيف آثار الاستعمار الفرنسي، وواصلت نشاطها إلى يومنا هذا. لها مكاتب على مستوى 58 ولاية، ويتكون كل مكتب من لجان متعددة تسند إليها مهام مختلفة، منها لجنة الإسعاف والمسعفين التي تقوم بإعطاء دروس في الإسعافات الأولية من قبل مكونين مختصين، وتنظم هذه الأخيرة خرجات ميدانية من أجل تقديم المساعدات الطبية، إلى جانب الخدمات الإنسانية.
يهدف الهلال الأحمر الجزائري، الذي يقع مقره بشارع محمد الخامس بالجزائر العاصمة، إلى ترسيخ روح التضامن بين المواطنين، خاصة وأنه يستمد مساعداته المادية من طرف المتبرعين. كما تتمثل أهم أولوياته في الوصول للمناطق النائية. وفي هذا الخصوص، تقـــــول رئيســــة الهــــلال الأحمــــر الجزائري السابقة السيدة سعيدة بن حبيلس، في حديثها لـ“الخبر”، إن قوافل الهلال الأحمر الطبية تنتقل إلى المناطق المعزولة التي يصعب الوصول إليها، من أجل تقديم المساعدات للمرضى. كما يقوم الهلال بتلقيح الأطفال والتبرع بالدم للمستشفيات، ومن المبادرات التي نظمها مؤخرا تبرعه بـ 12 طنا من الأدوية لمستشفيات بتمنراست، وأدرار، والنعامة، والبيض، ويندرج ذلك في إطار النشاطات الإنسانية الموجهة لمرضى هذه المناطق.
وفي السياق ذاته، أفادت متحدثتنا بأن الجمعية تتولى أخذ مواعيد بالمستشفيات للأشخاص القادمين من المناطق البعيدة، كما تنظم خرجات تطوعية للأطباء وتوزيع النظارات الطبية على الفقراء، إلى جانب قيامها بحملات وقاية ضد الأوبئة والأمراض والأضرار الاجتماعية وتحسين مستوى المعيشة والصحة للمجتمع، زيادة على نشاطات دولية مثل المشاركة في التضامن الذي يجمع أعضاء الحركة الدولية للصليب الأحمر والهلال الأحمر.
علاوة على الناحية الطبية، أكدت بن حبيلس أن الهلال الأحمر الجزائري يتطوع بالعديد من الأعمال الخيرية، على غرار تقديم المساعدات المادية للعائلات الفقيرة في شهر رمضان، وفتح مطاعم لعابري السبيل والأشخاص دون مأوى، إلى غيرها من النشاطات.

## فروعه
يوجد مكاتب عبر كامل مدن الجزائر وكل مكتب يتكون من لجان مختلفة تسند لها مهام عديدة نذكر منها لجنة الإسعاف والمسعفين التي يترأسها الدكتور محي الدين عمر، حيث تقوم هذه اللجنة بإعطاء دروس في الإسعافات الأوّلية من قبل مكونين متخصصين وذلك للمواطنين، كما أنّها تقوم بالخرجات الميدانية والمناورات وكذلك تقديم المساعدات في الكوارث الطبيعية خاصة، وفروع أخرى منها المكتب الولائي لسيدي بلعباس الذي يترأسه حاليا الدكتور دريس رفاس، للهلال الأحمر الجزائري عدة فروع منتشرة على كامل التراب الوطني وفي 48 ولاية كاملة، له مكتب ينشطه مجموعة من الشباب على مستوى كل ولاية يدعى مكتب الشبيبة الولائية، يحتوي على عدة نوادي والتي تعنى بقضايا : الشباب والبيئة، الرياضة، المناخ، العمل، الفن، الابداع

## وصلة خارجية
- موقع الهلال الأحمر الجزائري
- الهلال الأحمر الجزائري يحتفل بخمسينيته